# 托比亞斯·希森
托比亞斯·希森（Glenn Tobias Hysén）是瑞典的一名足球選手。在場上司職前鋒。他現在效力于中国足球超级联赛球隊上海上港。他也代表瑞典國家足球隊參加比賽。

## 幼年
海森的母亲克斯汀是一名外科护士，父亲是利物浦及哥德堡的球员格伦·许森。妹妹夏洛特小他三岁。他出生不久后，父母便离异，父亲复娶。他有两名同父异母的兄弟亚历山大与安顿，以及一名妹妹安妮。
幼年时，海森便随父亲的所属球会而迁徙。由于父母离异，海森曾居住于瑞典哥德堡及荷兰埃因霍温。
由于表亲在队中，他效力的第一家球会是Ubbhult IF，他仅与1986至1988年间再其中效力。此后他转投他当时居住地的球会Lindholmens BK。1995年起，海森为Lundby IF效力4年。

## 职业生涯

### 赫根
2002年，海森签约赫根俱乐部，一赛季间为其出场53次，攻入12球。

### 佐加頓斯
2004年，海森加盟佐加頓斯，签约至2008年。2005年，他随队获得瑞典足球超级联赛冠军。海森是左脚球员，以左边锋出道，但为佐加頓斯效力期间他曾客串过中锋，这在他返回家乡球队哥德堡后成为他的主要位置，但他在国家队中大多出任左边锋。

### 桑德兰
2006年8月23日，海森以170万英镑的价格转会桑德兰。在对阵西布朗的首秀中海森便一鸣惊人，制造了绝佳的第二粒进球。然而在罗伊·基恩治下，他的作用却常因罗斯·华莱士而被忽视。尽管如此，海森仍在光明球场1:1战平莱斯特城一战中打进首球，且是在刚被换上几分钟后攻入的。巧合的是，2007年新年黑猫2:0胜莱斯特城的比赛中的首球也是他攻入的。
2007年末，有报道称海森意欲回到自己的祖国瑞典。他声称他与女友在桑德兰生活得并不安定。

### 哥德堡
2007年8月25日，海森以未透露的价格转会至哥德堡，由此他成为了家庭中第五个为该球会效力的成员。2009赛季，他打入18球，与巴西球员万德森并列成为当季瑞超联赛最佳射手。
2010赛季，海森遭受一系列伤病困扰，使得他无法达到最佳状态，但他在该赛季仍然打入10粒进球。2011赛季，海森创造了29场比赛中打入16球的记录，成为当季联赛射手榜第二位，仅次于打入21球的前队友雷内基。
海森被认为是瑞超联赛最活跃的球员之一。许多人都惊讶于他坚持留在哥德堡队效力。2010年，他拒绝了比利时顶级联赛球会布鲁日的邀请，而同哥德堡续约4年。

### 上海东亚
2014年初，经过数周的考虑后，海森同中国足球超级联赛球会上海东亚签约两年，转会费约为125万欧元。
海森的前来对于球队的帮助立竿见影。在2014赛季的首个主场5:1大胜上海申鑫的比赛中海森便攻入两球；前12轮比赛中海森打入11球，名列射手榜前列。海森在2014赛季共打入19个进球，成为中超铜靴。

## 国家队生涯
海森于2002年开始了自己的国家队生涯，为瑞典U21队效力至2004年。2003年11月，在欧足联U21资格赛对阵西班牙的比赛中海森曾有惊艳表现，当场比赛瑞典3:1战胜对手，并在2004年在德国举行的欧足联U21锦标赛中最终登顶。
2005年1月，海森在对阵韩国的友谊赛中完成了自己的国家队首秀。
海森在2010年世界杯预选赛瑞典对阵马耳他的比赛中，由于拉松兄弟去世而离队，被紧急召唤入队。此后他曾在几场表演赛中入选国家队，但重大比赛中却由于贝里与格恩特在各自俱乐部中更加出色的表现而无以入选。
直至2011年，在2012年欧预赛中，在新教练哈姆伦的帐下，海森才成为国家队常任队员，并在其中出场7次，攻入6球。

### 国际赛进球
海森在对阵南非的比赛中攻入了个人国家队首球，帮助瑞典扳平比分并同对手战成1:1。
| #   | 时间           | 场地                      | 对手     | 进球 | 结果 | 赛事               |
| --- | -------------- | ------------------------- | -------- | ---- | ---- | ------------------ |
| 1.  | 2011年1月22日  | 姆博貝拉球場              | 南非     | 1–1  | 1–1  | 友谊赛             |
| 2.  | 2011年2月8日   | GSP Stadium               | 賽普勒斯 | 0–1  | 0–2  | 友谊赛1            |
| 3.  | 2011年8月10日  | 金屬工人球場              | 乌克兰   | 0–1  | 0–1  | 友谊赛             |
| 4.  | 2011年9月6日   | 圣马力诺体育场            | 圣马力诺 | 0–4  | 0–5  | 2012年欧预赛       |
| 5.  | 2012年1月18日  | 萨尼·本·贾西姆体育场      | 巴林     | 1–0  | 2–0  | 友谊赛             |
| 6.  | 2012年1月23日  | 贾西姆·本·哈马德体育场    | 卡塔尔   | 0–3  | 0–5  | 友谊赛             |
| 7.  | 2012年1月23日  | 贾西姆·本·哈马德体育场    | 卡塔尔   | 0–5  | 0–5  | 友谊赛             |
| 8.  | 2013年1月26日  | 700th Anniversary Stadium | 芬兰     | 1–0  | 3–0  | 泰国国王杯         |
| 9.  | 2013年10月15日 | 友谊竞技场                | 德国     | 1–0  | 3–5  | 2014年世界杯外围赛 |
| 10. | 2013年10月15日 | 友谊竞技场                | 德国     | 3–4  | 3–5  | 2014年世界杯外围赛 |

Notes
1 2011年塞浦路斯四国足球邀请赛

## 荣誉

### 俱乐部
佐加顿斯
- 瑞典杯 (2): 2004, 2005
- 瑞典足球超级联赛 (1): 2005

桑德兰
- 英格兰足球冠军联赛 (1): 2006–07

哥德堡
- 瑞典杯 (2): 2008, 2012-13
- 瑞典足球超级联赛 (1): 2007

### 个人
- 瑞典足球超级联赛最佳射手: 2009
- 瑞典足球超级联赛年度最佳前锋: 2013
- 瑞典足球超级联赛年度最有价值球员: 2013

## 私生活
海森的女友是玛丽亚·卡斯佩森，他们育有一子卢卡斯，后者于2008年1月20日出生，三人居住于哥德堡。他同时也是吉尼斯世界纪录大全所认定的世界最大家族隆加吕德家族的一员。
2011年3月，海森的胞弟安顿公开承认自己是同性恋者。。海森对此表示支持，并希望更多的球员对此给予认同。
海森与他的父亲和两个兄弟是体育画报的评论员，该画报主营足球消息，兼营手球和冰球。

## 外部連結
- 足球数据库：Tobias Hysen的球员统计数据
- Personal Information （页面存档备份，存于）